# Senior Bowl
Senior Bowl är världsmästerskapen för nationslag i bridge. Senior Bowl spelas vartannat år och är öppet enbart för spelare över 60 år, tidigare 55 år.
Parallellt med Senior Bowl spelas Bermuda Bowl och Venice Cup.